# Kruissleutel

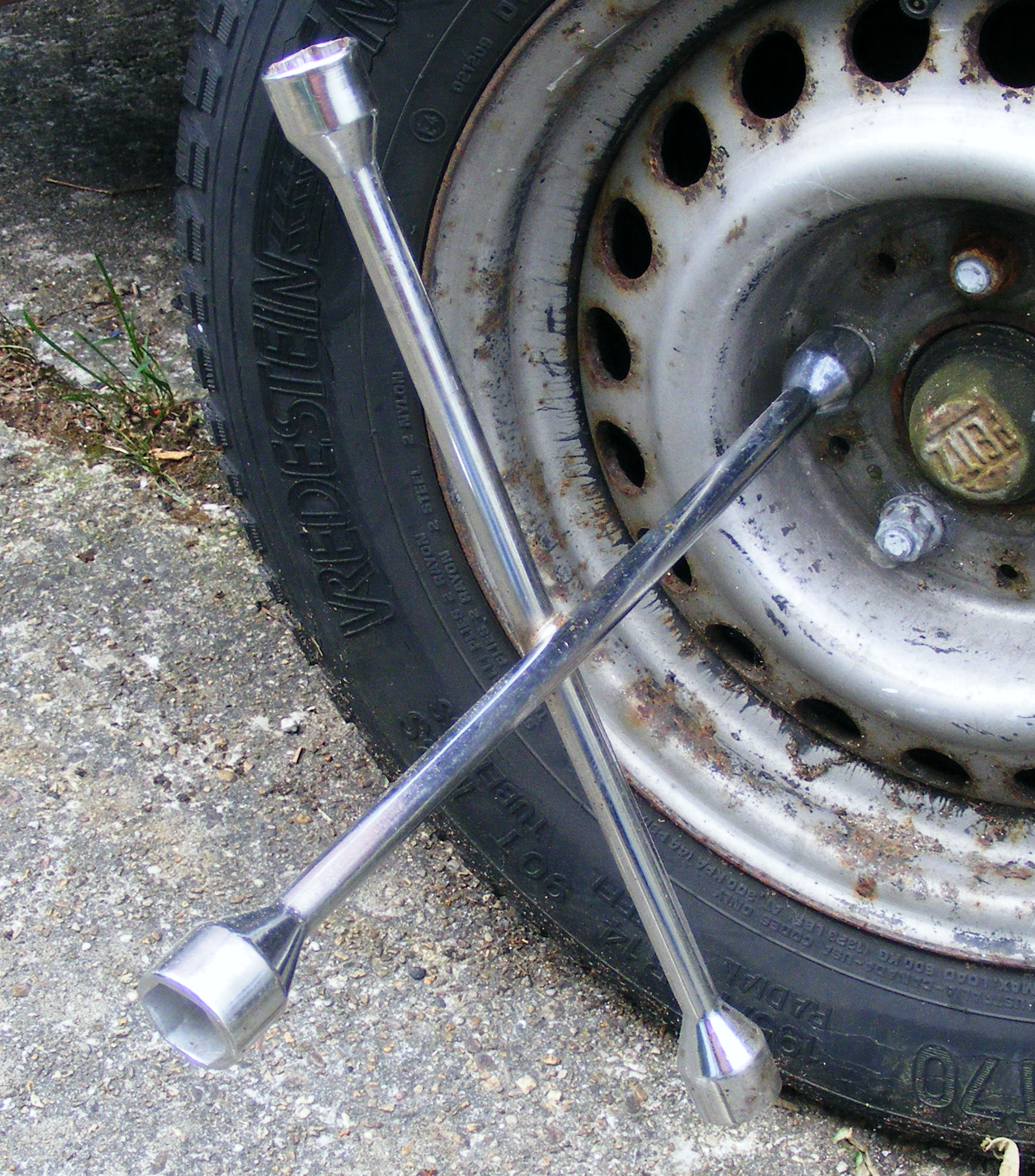
Kruissleutel

Een kruissleutel is een stuk gereedschap dat gebruikt wordt voor het los- en vastdraaien van moeren en bouten.
Het is een dopsleutel die uitgerust is met vier verschillende vaste moerdoppen. Hij bestaat uit twee kruiselings verbonden staven met op elk uiteinde een (meestal zeskante) moerdop. Het kruisgedeelte is versterkt, zodat breuk wordt voorkomen. De sleutel wordt gehanteerd met beide handen, de kruiselingse staaf wordt hierbij als hefboom gebruikt, hierdoor kan op de moer of bout een groot draaimoment worden uitgeoefend.
De bekendste toepassing is de- en montage van wielmoeren bij auto's, indien een wiel moet worden verwisseld. 

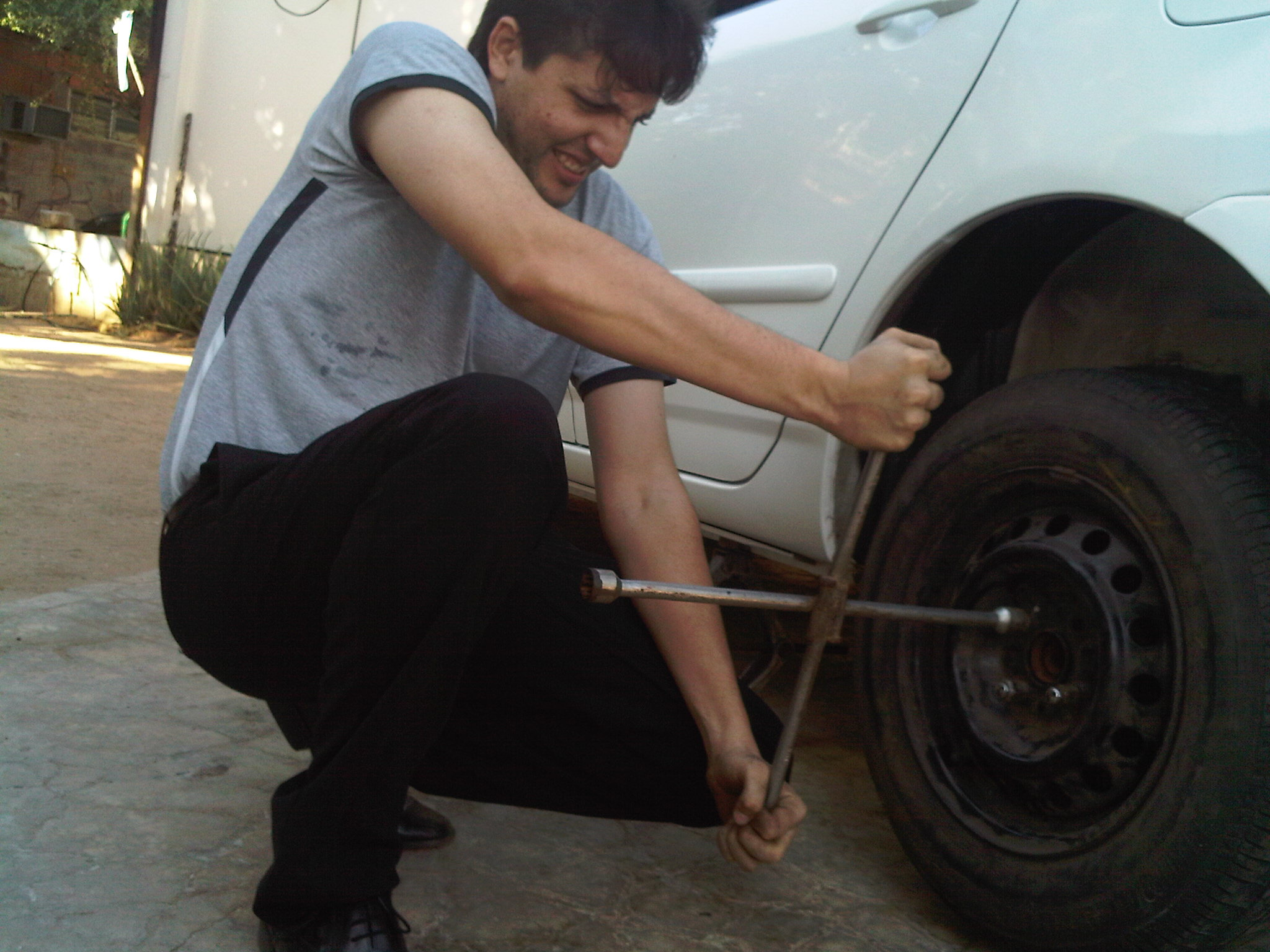
Wijze van toepassen

bougiesleutel · dopsleutel · Engelse sleutel · inbussleutel · kruissleutel · momentsleutel · passchroefsleutel · pijpsleutel · ringsleutel · slagsleutel · steeksleutel · tiengaatssleutel · torxsleutel